# 비토리오 구이

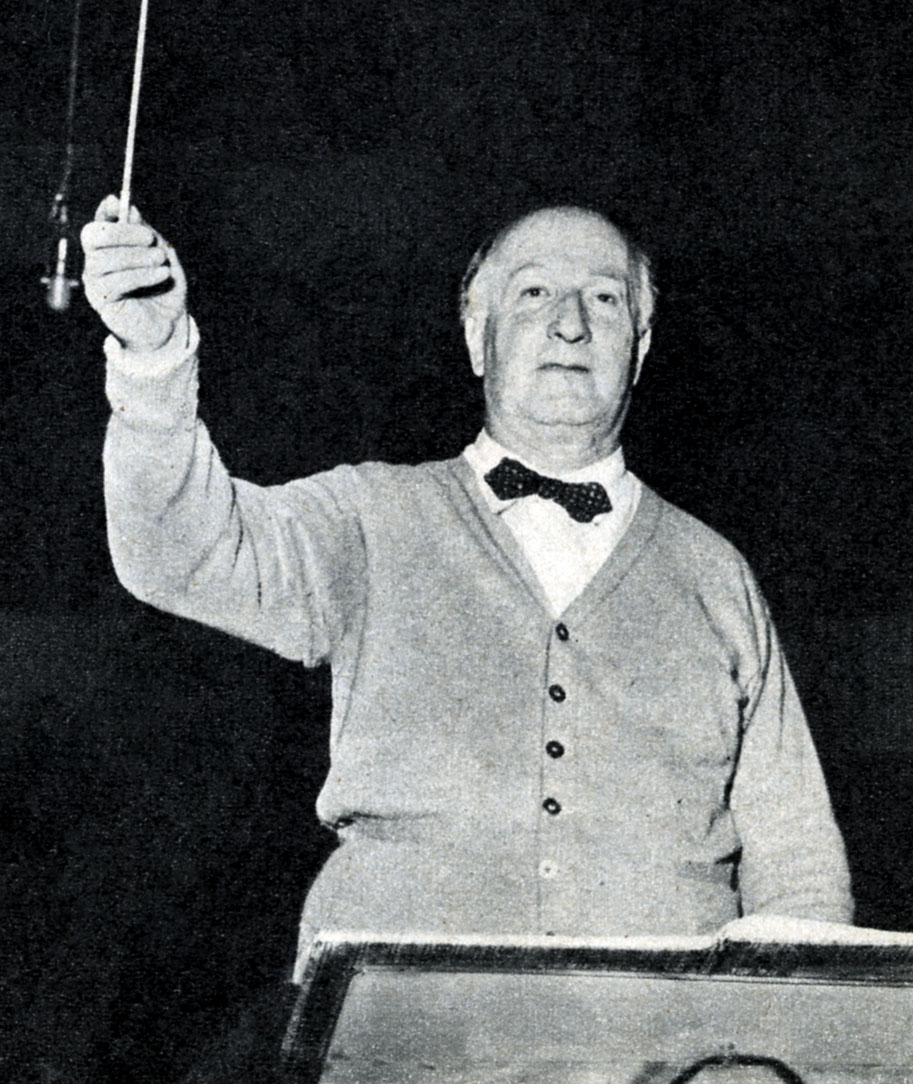

비토리오 구이(Vittorio Gui, 1885년 9월 14일 ~ 1975년 10월 16일)는 이탈리아의 지휘자, 작곡가, 음악학자, 비평가이다.
이탈리아 오페라 유수의 지휘자이다. 1885년 로마에서 태어났다. 로마 대학교에서 인문학을 전공하였고, 산타 체칠리아 음악원에서 작곡을 배웠다. 토스카니니에게 초빙되어 밀라노 스칼라극장 지휘자가 되고, 기타 이탈리아 각지의 가극장과 음악축제 등에서 활약, 그라인드본 음악제의 지휘를 하였다.
1975년 90세의 나이로 피렌체에서 사망했다.